# Kala Azar
Kala Azar (latin: visceral leishmaniasis, også kaldet sort feber) er en tropisk infektionssygdom forårsaget af en en protozo (Leishmania donovani eller Leishmania infantum), der overføres gennem stik af sandmyg. Spredning af protozoen sker ved bid af sandmyggens hunner, der er blodsugende. Når insektet bider et inficeret dyr indtages patogenet sammen med det indtagede blod. Patogenet kan herefter overføres til mennesker ved nye stik fra insektet.
Næst efter plasmodium, der forårsager malaria, er leishmania den største dræber-parasit i verden, ansvarlig for anslået 20 000 til 30 000 dødsfald hvert år på verdensplan. Der er fra 50 000 til 90 000 nye tilfælde hvert år, mest i Brasilien, Østafrika og Indien.
Inkubationstiden er meget lang og kan vare fra tre måneder til to år. Sygdommen kan give sig udtryk i hudsår, som læges af sig selv, til alvorlig, livstruende sygdom, der rammer de indre organer (visceral leishmaniasis).